# فلاكسيو (أين)
فلاكسيو (بالفرنسية: Flaxieu)‏ هي بلدية فرنسية تقع في إقليم الأين في فرنسا. رمز إنسي لها هو:1162. أما الرمز البريدي لها فهو: 1350.